# ووتر مايندر
ووتر مايندر (بالإنجليزية: Waterminder) هو تطبيق يتابع كمية الماء التي ينتاولها المستخدم ويذكره أيضا بشرب الماء؛ علي اساس الاهداف المحددة سابقًا. تم إصداره لأول مرة في عام 2013 وهو متاح على آب ستور لأجهزة الأيفون، ومتجر جوجل بلاى لأجهزة أندرويد و.يتطلب نظام التشغيل آي أو إس 7 أو أحدث على أجهزة أبل أو أندرويد 4.0 أو الأحدث لأجهزة أندرويد. هذا التطبيق متوفرفي 15 لغة وهم من تطوير شركة Funn Media، وهي شركة مستقلة لإنتاج البرمجيات والتطبيقات. في عام 2015، حاز تم اختيار ووتر مايندر على جائزة سيليكون بيتش (Silicon Beach) كأفضل تطبيق من فئة اللياقة البدنية. تم إصدار نسخة من التطبيق لساعة أبل في عام 2015 حيث كان من أول التطبيقات المتوفرة لساعة أبل.